# Сокол Джйока
Сокол Джйока (Sokol Gjoka) (27 липня 1958, Тирана) — албанський дипломат.

## Життєпис
Народився 27 липня 1958 року в Тирані. Вивчав англійську мову та політологію в Університеті Birkback коледжу в Лондоні.
На дипломатичній службі був директором Департаменту інформації і друку і прес-секретарем Міністерства закордонних справ.
У 1997—2002 рр. — представник Албанії CDMM Ради Європи, представники Албанії в Комітеті ЗМІ і зв'язку в ЮНЕСКО, представники PVS Албанії в Пакті стабільності, представник ЗМІ Албанії з питань зв'язку CEI тощо. Він також був радником і прес-секретар прем'єр-міністра Албанії.
У 2003—2007 рр. — Надзвичайний і повноважний посол Республіки Албанії в Республіці Польща і за сумісництвом в Республіці Естонія, Латвійській Республіці, Литовській Республіці та України.
З 2009 року — Надзвичайний і Повноважний Посол Республіки Албанії в РФ.

## Нагороди та відзнаки
- Орден за Заслуги Хрест Командувача Республіки Польща (Польща)
- медаль «Medal Подячний» (Албанія)